# The Graduate (саундтрек)
The Graduate — альбом-саундтрек, записанный дуэтом Simon & Garfunkel и Дейвом Грусиным к фильму «Выпускник» (1967) при участии продюсера Тео Масеро. Он был выпущен 21 января 1968 года на лейбле Columbia.
Снимая «Выпускника», режиссёр Майк Николс увлёкся творчеством Simon & Garfunkel. «Мой брат прислал мне альбом Parsley, Sage, Rosemary and Thyme, который я слушал каждое утро. И две недели спустя я сказал себе: „Тупица, это ведь саундтрек к твоему фильму!“», — позже вспоминал он. Спустя некоторое время Николс организовал встречу с лейблом Columbia и его главой Клайвом Дэвисом, попросив у Дэвиса разрешение на лицензирование музыки дуэта для его фильма. Дэвис остался в восторге от идеи, предвидя успешный альбом. Пол Саймон, приравнивавший фильмы к продажности, отнёсся к идее настороженно, однако после встречи с Николсом изменил свою позицию. Саймон и его агент заключили сделку в $25 000 на написание трёх песен, которые тот должен был предложить Николсу и продюсеру Лоренсу Турману. Спустя несколько недель Саймон представил две композиции, «Punky’s Dilemma» и «Overs», однако ни та, ни другая Николсу не понравилась, после чего Саймон и Гарфанкел исполнили незаконченную песню с рабочим названием «Mrs. Roosevelt», посвящённую Элеоноре Рузвельт. Николс остался в восторге от композиции, которая вскоре стала «Mrs. Robinson».
Пластинка выиграла премию «Грэмми» в категории «Лучший саундтрек для визуальных медиа».

## Список композиций
| №  | Название                                   | Автор(ы)                            | Длительность |
| -- | ------------------------------------------ | ----------------------------------- | ------------ |
| 1. | «The Sounds of Silence (Electric Version)» | Пол Саймон                          | 3:06         |
| 2. | «The Singleman Party Foxtrot»              | Дейв Грусин                         | 2:52         |
| 3. | «Mrs. Robinson»                            | Саймон                              | 1:12         |
| 4. | «Sunporch Cha-Cha-Cha»                     | Грусин                              | 2:53         |
| 5. | «Scarborough Fair/Canticle (Interlude)»    | Саймон, Арт Гарфанкел (аранжировка) | 1:41         |
| 6. | «On the Strip»                             | Грусин                              | 2:00         |
| 7. | «April Come She Will»                      | Саймон                              | 1:50         |
| 8. | «The Folks»                                | Грусин                              | 2:27         |

| №                   | Название                                | Автор(ы)                        | Длительность |
| ------------------- | --------------------------------------- | ------------------------------- | ------------ |
| 1.                  | «Scarborough Fair/Canticle»             | Саймон, Гарфанкел (аранжировка) | 6:22         |
| 2.                  | «A Great Effect»                        | Грусин                          | 4:06         |
| 3.                  | «The Big Bright Green Pleasure Machine» | Саймон                          | 1:46         |
| 4.                  | «Whew»                                  | Грусин                          | 2:10         |
| 5.                  | «Mrs. Robinson»                         | Саймон                          | 1:12         |
| 6.                  | «The Sounds of Silence»                 | Саймон                          | 3:08         |
| Общая длительность: | Общая длительность:                     | Общая длительность:             | 36:48        |

## Чарты
| Чарты (1968—1969)                | Наивысшая позиция |
| -------------------------------- | ----------------- |
| Австралия (Kent Music Report)    | 1                 |
| Великобритания (UK Albums Chart) | 3                 |

## Продажи и сертификации
| Регион | Сертификация  | Продажи    |
| --- | ------------- | ---------- |
| Канада (Music Canada) | Платиновый    | 100 000^   |
| Великобритания (BPI) | Серебряный    | 60 000     |
| США (RIAA) | 2× Платиновый | 2 000 000^ |
| * Данные о продажах приведены только на основе сертификации. ^ Данные о тиражах приведены только на основе сертификации. |               |            |